# Resolució 1628 del Consell de Seguretat de les Nacions Unides
La Resolució 1628 del Consell de Seguretat de les Nacions Unides fou adoptada per unanimitat el 30 de setembre de 2005. Després de recordar totes les resolucions anteriors sobre la situació a la República Democràtica del Congo, incloses les resolucions 1565 (2004), 1592 (2005), 1596 (2005) i 1621 (2005), el Consell va ampliar mandat de la Missió de les Nacions Unides a la República Democràtica del Congo (MONUC) per un període d'un mes.
El Consell va reafirmar el seu suport a la sobirania, la integritat territorial i la independència de la República Democràtica del Congo i va ampliar el mandat de la MONUC fins al 31 d'octubre de 2005. La resolució era fonamentalment tècnica per permetre al Consell més temps per discutir una pròrroga d'un any de la missió proposada pel secretari general de les Nacions Unides Kofi Annan.